# Pteropus ornatus
Pteropus ornatus är en däggdjursart som beskrevs av Gray 1870. Pteropus ornatus ingår i släktet Pteropus, och familjen flyghundar. IUCN kategoriserar arten globalt som sårbar.
Inga underarter finns listade i Catalogue of Life. Wilson & Reeder (2005) skiljer mellan två underarter.

## Utseende
Artens grundfärg är brunaktig med en mängd variationer. Ovansidans färg ligger mellan mörkbrun och isabellfärgad, undersidan kan vara mörkbrun till kanelbrun och flyghundens man är oftast ljusbrun.
Pteropus ornatus har 15 till 17 cm långa underarmar, avrundade öron, stora ögon och ingen svans. Endast tummen och pekfingret har en klo.

## Utbredning
Denna flyghund förekommer på Nya Kaledonien. Den vistas i låglandet och i bergstrakter upp till 1060 meter över havet. Arten vistas i alla habitat som finns på ögruppen.

## Ekologi
Individerna vilar i trädens kronor och bildar där stora flockar. Per kull föds en unge.
Den största kolonin som observerades under 1950-talet hade cirka 4 000 medlemmar. Flera andra kolonier bildades av cirka 300 exemplar. Grupper av Pteropus ornatus kan utföra kortare vandringar men de utgör ingen regelbunden migration. Dessa vandringar är anpassade till växternas blomning och frukternas mognad. I norra delen av Nya Kaledonien mognar frukterna cirka sex veckor tidigare. Ibland delar arten viloplatsen med Pteropus tonganus geddiei. Flyghundarnas avsöndringar har en myskliknande doft som kan uppfattas från längre håll.
Liksom de flesta andra fladdermöss är arten nattaktiv. Ibland flyger ett exemplar en kortare sträcka under dagen. Pteropus ornatus föredrar trädet Aleurites moluccanus som viloplats. Trädet är ett av de högsta i regnskogen. Flockarna har ett starkt band till sina viloplatser och de återvänder efter tider där rastplatsen är olämpliga. Till exempel hade amerikanska enheter under Andra världskriget ett övningsområde på Nya Kaledonien och kolonierna i området försvann. Kort efter kriget observerades åter tusentals individer av Pteropus ornatus i området.
Unga individer parar sig efter två år för första gången. Nyfödda ungar håller sig fast i moderns päls och de är vanligen gömda under honans vingar och inte synliga för en observatör från längre avstånd. Antagligen diar ungar sin mor tre till fyra månader, liksom ungar av andra flyghundar i regionen. I flera fall lämnar honan sin unge ensam vid viloplatsen under kortare tider.
Arten äter blommor och juice av olika frukter. Sedan spottas fruktkroppen ut.
Lusflugan Cyclopodia oxycephala lever som parasit på Pteropus ornatus. Enligt zoologerna påverkas flyghunden inte märkbart negativt.